# Gezopfter Teppich

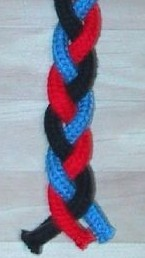
Zopf

Der gezopfte Teppich ist  ein traditionell in Flechttechnik hergestellter Teppich aus der Tradition des Chiemgaus.

## Geschichte
Der Chiemgau gehörte in den letzten Jahrhunderten zu den relativ armen Landstrichen. Luxus, zu dem auch ein gewebter Teppich gehörte, war nicht bezahlbar. Das Fertigen von geflochtenen Seilen war bekanntes Handwerk. Die Idee, aus geflochtenen Textilresten einen kälteabweisenden Bodenbelag herzustellen, wurde daraus entwickelt.

## Fertigung
Schräg zusammengenähte, seitlich eingeschlagene Stoffstreifen werden zu einem Dreierzopf geflochten und von der Mitte ausgehend in Windungen zusammengenäht. 

## Berechnungsformel
Am Anfang wird die Teppichgröße bestimmt. Der erste Zopf, also die Teppichmitte, hat das Maß der Differenz zwischen seiner Länge und seiner Breite. Für einen Teppich der Größe 110 cm × 70 cm hat der Zopf demnach eine Länge von 40 cm. Für jeden Zopf braucht man drei Bänder von je 12 cm Breite.